# Žuti kamen (planina)
Žuti kamen (alb. Guri i Kuq ili Guri i Verdhë; srp. Жути камен) je planina u Prokletijama na Kosovu. S visinom od 2,522 m, to je jedna od najviših planina u lancu. Sjeverno od planine nalazi se Rugovska klisura. Istočno od Žutog kamena nalazi se planina Kopranik. Postoji jezero u blizini vrha planine, Žuti kamen.